# Brüsszeli szerződés (1656)
A brüsszeli szerződést 1656. április 2-án írták alá IV. Fülöp spanyol király és a németalföldi száműzetésben élő II. Károly angol király meghatalmazottai. A szerződéssel katonai szövetség jött létre a Spanyol Birodalom és az emigráns angol royalisták („gavallérok”) között, amely a Francia Királyság és Oliver Cromwell köztársasági Angliája (Commonwealth of England) ellen irányult. A szerződés értelmében az angol királyhű csapatok Spanyolország oldalán részt vettek az 1635–1659-ös francia–spanyol háború és az 1654–1660-as angol–spanyol háború 1657–58-as flandriai hadműveleteiben.

## Előzmények
A harmincéves háború végén a Francia Királyság nem kötött békét a Spanyolországgal, ahol a Habsburg-ház uralkodott. A vesztfáliai békeszerződés hatálya a két dinasztia közötti konfliktusra nem terjedt ki. Az 1640-es évektől Spanyolországnak egyidejűleg több háborút kellett folytatnia. Folytatódott az 1635-ben kirobbant francia–spanyol háború (1635–16599, amely főleg a  spanyolok kezén maradt Dél-Németalföld meggyengítésére irányult. 1640-ben kirobbant a portugál restaurációs háború (1640–1668) és katalóniai felkelés (Guerra dels Segadors) is (1640–1659). Franciaország mindkét spanyol-ellenes mozgalmat erősen támogatta.
Az angol polgárháború miatt hazájából elmenekült II. Károly angol király és hívei, a royalista „gavallérok” Spanyol-Németalföldön és Franciaországban éltek. A királypárti angol emigráció az 1650-es évek közepéig élvezte XIV. Lajos francia király támogatását is. 1654-ben az Oliver Cromwell Lord Protector vezetése alatt álló republikánus „Angol Nemzetközösség” (English Commonwealth) hadat üzent Spanyolországnak a nyugat-indiai tengeri kereskedelmi versenytárs kiszorítására. Kitört az 1654–1660-as angol–spanyol háború is. Oliver Cromwell, Anglia Lord Protectora Franciaország szövetségét kereste. Személyes megbízottját, unokahúgának férjét, a skót Sir William Lockhartot (1621–1675) küldte Párizsba tárgyalni Mazarinhez.
A köztársasági Anglia (Commonwealth of England) és a Francia Királyság közeledése Cromwell esküdt ellenségeit, az angol royalistákat, a Stuart-házi II. Károly támogatóit Franciaország ellenfelének, Spanyolországnak táborába sodorta. 1656. április 3-án Brüsszelben, Dél-Németalföld fővárosában szövetségi szerződést kötöttek a két fél képviselői. A szerződést egyfelől Stuart II. Károly király, Anglia, Skócia és Írország jogos trónigénylője nevében Henry Wilmot, Rochester 1. grófja (Earl of Rochester) és James Butler, Ormonde 1. hercege (Duke of Ormonde), másfelől IV. Fülöp spanyol király nevében Alonso de Cárdenas, Spanyolország korábbi londoni nagykövete írta alá.

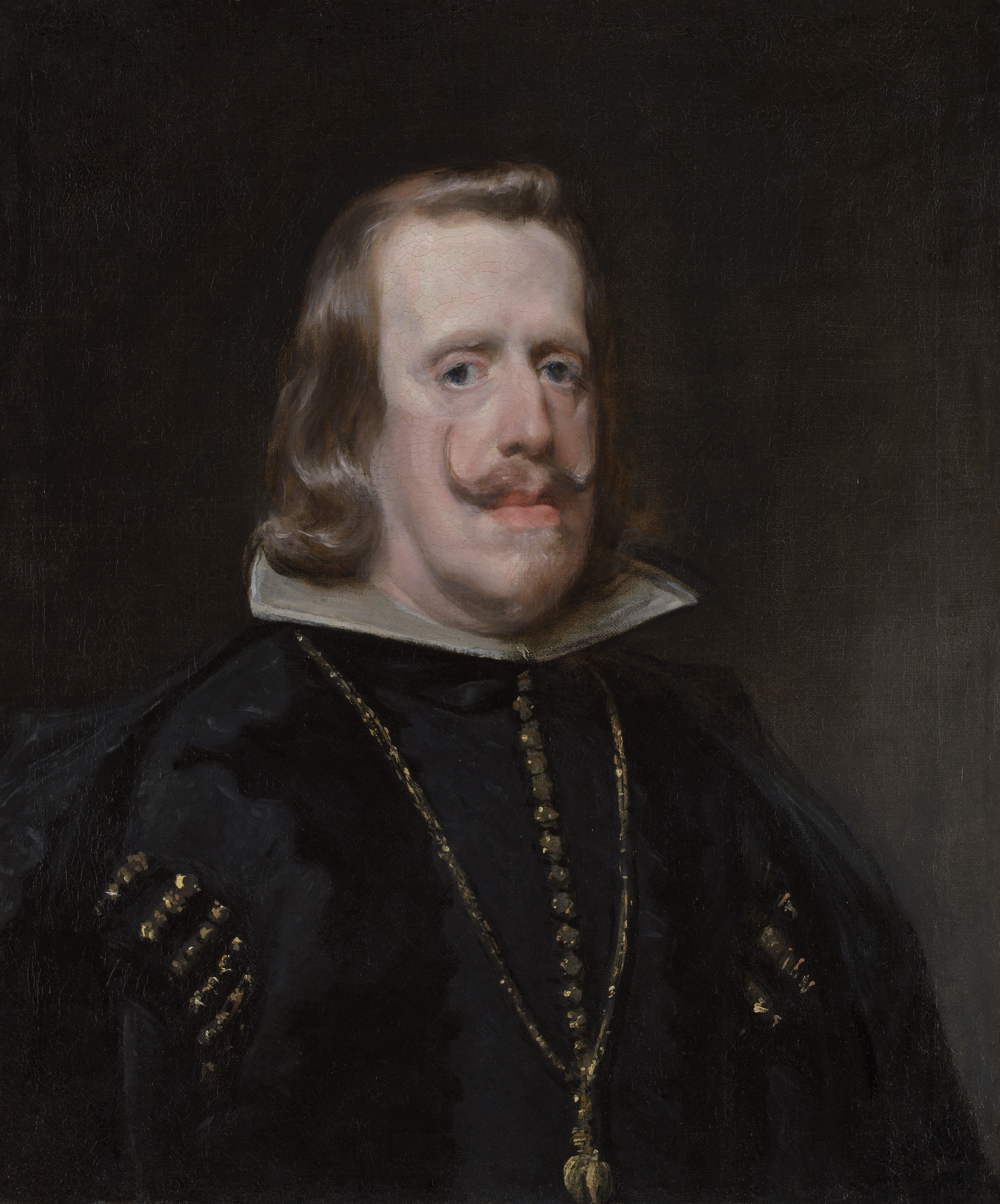
IV. Fülöp spanyol király
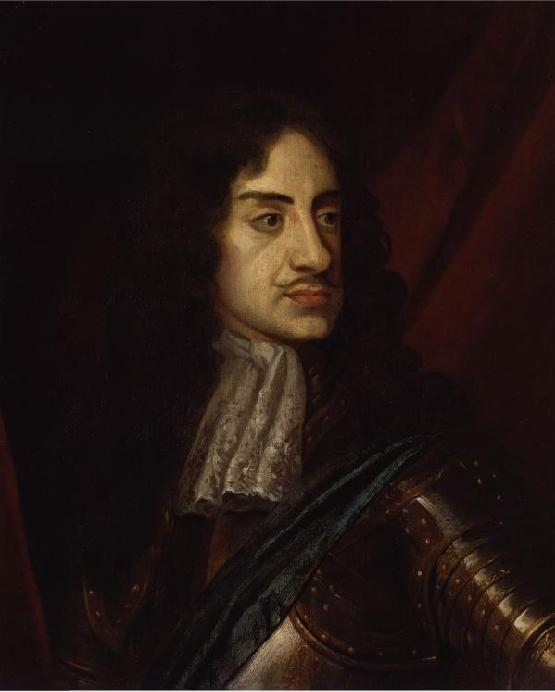
II. Károly angol király
Jakab yorki herceg

## A szerződés tartalma
Károly kötelezte magát, hogy csapatokat állít ki és küld harcba a spanyolok oldalán az 1635–1659-ös francia–spanyol háborúban. Cserébe a Spanyol Királyság katonai segítséget ígért Károlynak egy jövőbeli angliai restaurációs hadjárathoz. Károly megígérte továbbá, hogy beszünteti Anglia tengerentúli területszerzését (azaz a gyarmatosítást) és visszaad minden olyan tengerentúli területet, melyet a köztársasági rendszer, a Commonwealth vett el Spanyolországtól. Abban is megállapodtak, hogy Károly királyként fegyveres segítséget ad a spanyol koronának a portugál függetlenségi háborúban.

## Következmények
Az angol royalisták és a spanyolok szövetkezése meggyorsította Cromwell és Mazarin közeledését. A köztársasági Anglia és a Francia Királyság félretette vallási és politikai nézeteltéréseit, és 1657 márciusában Párizsban katonai szövetséget kötöttek Spanyolország és Spanyol-Németalföld ellen, egyéves időtartamra, amelyet 1658 márciusában újabb egy évre meghosszabbítottak.
Károly király szövetkezése Anglia ősellenségével, Spanyolországgal aláásta és gyengítette Károly támogatottságát az angol lakosság körében. Cromwell propagandájában ezt kis is használta. 
Ennek ellenére a királypárti támogatók nagy számban csatlakoztak a spanyol haderőhöz, Károly öccsének, Jakab yorki hercegnek vezetésével, aki korábban (1652-ben) a francia király szolgálatában, Turenne marsall seregében szolgált. A francia királyi haderőből tömegesen dezertáltak az ír egységek, hogy csatlakozzanak York hercegéhez és részt vehessenek egy Anglia elleni invázióban.
Az 1657-es és 1658-as év hadi eseményei azonban meghiúsították reményeiket. Az angol hadiflotta és a francia–angol közös hadsereg több harctéri sikert ért el Flandriában. 1658-ban Turenne döntő győzelmet aratott a dűnék csatájában és ostrommal elfoglalta a stratégiai fontosságú Dunkerque városát is, melyet XIV. Lajos az angol katonai támogatás fejében átadott Cromwell Angliájának. A flandriai spanyol haderő már nem volt képes nagyobb hadműveletre, Spanyolország tárgyalóasztalhoz kényszerült, 1659-ben megkötötte a Mazarin által diktált pireneusi békeszerződést.
Cromwell 1658 szeptember elején elhunyt. Halála sem vezetett a Commonwealth remélt, azonnali összeomlásához. Az angol királyi hatalom restaurációjára csak 1660-ban került sor, amikor Károly visszatérhetett Anglia, Skócia és Írország trónjára, a Cromwell által szervezett „Új Mintahadsereg” (New Model Army) parancsnokának, George Monck tábornoknak támogatásával.
Visszatérése után II. Károly király felmondta az 1656-os brüsszeli szerződést, mondván, hogy a megvert Spanyolország nem adta meg a szerződésben ígért támogatást trónjának visszaszerzéséhez, így ő sem tartja magát többé az egyezményhez. Károly uralkodóként ismét szembefordult Spanyolországgal, tovább növelte az angol kolóniák (gyarmatok) számát az amerikai földrészen. Az 1658-ban megszerzett Dunkerque-et 1662-ben jelentős összegért eladta unokafivérének, XIV. Lajos királynak, Spanyolország ellenségének. Ugyancsak 1662-ben feleségül vette Bragança Katalin infánsnőt, az 1656-ban elhunyt IV. János portugál király leányát, és angol csapatokat küldött a spanyol hatalom ellen folyó portugál restaurációs háborúba, amely 1668-ban a spanyol-ellenes szövetség győzelmével végződött.